# Thee Mighty Caesars
Thee Mighty Caesars est un groupe de garage rock britannique, originaire de Chatham, en Angleterre. 

## Biographie
Thee Mighty Caesars est formé en 1985 par Billy Childish après la dissolution des Milkshakes. Le son du groupe mélange des sons de guitares très années 1960 à l'énergie du punk. Ils ont influencé de nombreux groupes américains de garage tels The Mummies ainsi que certaines formations grunge du label Sub Pop. Ils sont l'un des groupes majeurs du garage revival des années 1980 et 1990.
Le premier album studio du groupe, l'éponyme Thee Mighty Caesars, publié l'année de leur formation, est enregistré avec l'aide des Prisoners (hormis Mickey Hampshire qui était absent), et se caractérise par le style musical reconnaissable de Childish. Il suit la même année d'un deuxième album studio, Beware the Ides of March, puis d'un troisième, Thee Caesars of Trash en 1986. Leur quatrième opus, Acropolis Now fait participer les membres du groupe The Delmonas, et est publié au label Hangman Records,. L'album Live in Rome (1987) mêle des reprises de The Damned, Sex Pistols et Chuck Berry, accompagnées de faux bruits de foule en fond. 
L'album Wiseblood (également 1987) reprend le style original des Mighty Caesars. Ce dernier est publié au label Ambassador Records, dirigé par Wreckless Eric ; il est réédité sur le propre label de Childish, Hangman Records,. Le parcours de Thee Mighty Caesars se retrouve entravé après la sortie de l'album John Lennon's Corpse Revisited,. Childish insiste sur le fait que la pause n'est que temporaire. Cependant, les membres de Thee Mighty Caesars, Bruce Brand et John Agnew le rejoindront dans son nouveau groupe, Thee Headcoats.
En 2013, un coffret deux CD qui comprend les albums The Caesars of Trash (1985) et Wiseblood (1987), est publié.

## Discographie

### Albums studio
- 1985 : Thee Mighty Caesars
- 1985 : Beware the Ideas of the March
- 1986 : Thee Caesars of Trash
- 1986 : Acropolis Now
- 1987 : Live In Rome
- 1987 : Wiseblood
- 1987 : Don’t Give Any Dinner to Henry Chinaski
- 1989 : John Lennon’s Corpse Revisited

### Compilations
- 1987 : Punk Rock Showcase
- 1989 : Thusly, thee Mighty Caesars (English Punk Rock Explosion)
- 1989 : Surely They Were the Sons of God
- 1992 : Caesars Remains
- 1995 : Caesars Pleasure